# Karlskrona AIF
Karlskrona AIF ist ein schwedischer Fußballverein aus Karlskrona.

## Geschichte
Karlskrona AIF gründete sich 1967 als Zusammenschluss von Karlskrona BK, Saltö BK und Björkholmens IF und übernahm den Platz der beiden erstgenannten in der viertklassigen Division 4 Blekinge. Während Karlskrona BK in den 1930er Jahren mehrfach in der dritten Liga gespielt hatte und Saltö BK 1962 bis 1963 zwei Spielzeiten zweitklassig angetreten war, trat Björkholmens IF nicht überregional in Erscheinung.
1970 gelang der Mannschaft von Karlskrona AIF der Aufstieg in die dritte Liga. Anfangs im Mittelfeld der Liga platziert, gelang 1973 der Staffelsieg in der Division 3 Sydöstra Götaland. In den anschließenden Aufstiegsspielen gegen Helsingborgs IF, Trollhättans IF und Norrby IF blieb die Mannschaft punktlos. Zunächst blieb dies der einzige Erfolg, da sie in den folgenden Jahren wieder ins Mittelfeld abrutschte. 1978 belegte sie hinter Kalmar AIK und Emmaboda IS den dritten Platz, ehe im folgenden Jahr erneut der Staffelsieg heraussprang. Dort setzte sie sich dieses Mal ohne Niederlage gegen IFK Kristianstad, Råå IF und IFK Uddevalla durch und stieg erstmals in die zweite Liga auf.
Zunächst hielt sich Karlskrona AIF in der zweiten Liga und belegte 1981 den vierten Platz der Südstaffel. Jedoch folgte bereits zwei Jahre später der Absturz, als die Mannschaft mit nur einem Saisonsieg Tabellenletzte wurde. Als Staffelsieger der Division 3 Sydöstra Götaland zog sie zwar in die Aufstiegsspiele ein, scheitere aber mit 0:4- bzw. 0:6-Niederlagen deutlich an Jönköpings Södra IF. Im folgenden Jahr konnte der Erfolg in der Liga wiederholt werden und dieses Mal setzte sich die Mannschaft gegen IFK Sundsvall durch. Wiederum spielte die Mannschaft hauptsächlich gegen den Abstieg und konnte bis 1990 die Klasse halten. In der Frühjahrsserie der dritten Liga gelang jedoch die direkte Rückkehr in die zweite Liga, dort wurde im Herbst des folgenden Jahres allerdings erneut der Klassenerhalt verpasst. Wiederum gelang der direkte Wiederaufstieg, dem jedoch erneut der sofortige Abstieg folgte.
Zunächst belegte Karlskrona AIF den siebten Platz in der drittklassigen Division 2 Södra Götaland, ehe der Klub im folgenden Jahr auch hier der Klassenerhalt verpasste. Zur Jahrtausendwende pendelte die Mannschaft zwischen drittem und viertem Spielniveau, konnte sich aber zunächst erst 2002 in der dritten Liga halten. 2004 verpasste sie erneut den Klassenerhalt und etablierte sich in der Folge in der vierten Spielklasse.